# 4-Hidroksitestosteron
4-Hidroksitestosteron je testosteron supstituisan sa hidroksilnom grupom na četvrtom ugljeniku. On je anabolički steroid bez terapeutskih indikacija, koji je zabranjen za upotrebu kod sportista.

## Spoljašnje veze
|  | Molimo Vas, obratite pažnju na važno upozorenje u vezi sa temama iz oblasti medicine (zdravlja). |